# Кажець
Кажець (пол. Karzec) — село в Польщі, у гміні Кробя Гостинського повіту Великопольського воєводства.
Населення — 206 осіб (2011).
У 1975-1998 роках село належало до Лешненського воєводства.

## Демографія
Демографічна структура станом на 31 березня 2011 року:
|          | Загалом | Допрацездатний вік | Працездатний вік | Постпрацездатний вік |
| -------- | ------- | ------------------ | ---------------- | -------------------- |
| Чоловіки | 104     | 21                 | 74               | 9                    |
| Жінки    | 102     | 18                 | 62               | 22                   |
| Разом    | 206     | 39                 | 136              | 31                   |